# Andrew Joudrey
Andrew Joudrey (né le 15 juillet 1984 à Bedford, dans la province de la Nouvelle-Écosse au Canada) est un joueur professionnel de hockey sur glace.

## Carrière de joueur
Il joue un match dans la Ligue nationale de hockey avec les Blue Jackets de Columbus. Il a remporté la Coupe Calder 2009 et 2010 avec les Bears de Hershey.

## Statistiques
| Saison    | Équipe                   | Ligue |    | Saison régulière | Saison régulière | Saison régulière | Saison régulière | Saison régulière |   | Séries éliminatoires | Séries éliminatoires | Séries éliminatoires | Séries éliminatoires | Séries éliminatoires |
| Saison    | Équipe                   | Ligue | PJ | B                | A                | Pts              | Pun              | PJ               | B | A                    | Pts                  | Pun                  |                      |                      |
| 2002-2003 | Hounds de Notre Dame     | LHJS  | 53 | 27               | 51               | 78               | 16               | -                | - | -                    | -                    | -                    |                      |                      |
| 2003-2004 | Badgers du Wisconsin     | NCAA  | 42 | 7                | 15               | 22               | 2                | -                | - | -                    | -                    | -                    |                      |                      |
| 2004-2005 | Badgers du Wisconsin     | NCAA  | 41 | 7                | 17               | 24               | 18               | -                | - | -                    | -                    | -                    |                      |                      |
| 2005-2006 | Badgers du Wisconsin     | NCAA  | 37 | 8                | 10               | 18               | 14               | -                | - | -                    | -                    | -                    |                      |                      |
| 2006-2007 | Badgers du Wisconsin     | NCAA  | 40 | 9                | 20               | 29               | 18               | -                | - | -                    | -                    | -                    |                      |                      |
| 2006-2007 | Bears de Hershey         | LAH   | 5  | 2                | 1                | 3                | 0                | 10               | 0 | 2                    | 2                    | 0                    |                      |                      |
| 2007-2008 | Bears de Hershey         | LAH   | 61 | 11               | 14               | 25               | 22               | 5                | 0 | 1                    | 1                    | 0                    |                      |                      |
| 2008-2009 | Bears de Hershey         | LAH   | 69 | 7                | 20               | 27               | 22               | 22               | 1 | 3                    | 4                    | 6                    |                      |                      |
| 2009-2010 | Bears de Hershey         | LAH   | 78 | 15               | 19               | 34               | 11               | 21               | 1 | 2                    | 3                    | 4                    |                      |                      |
| 2010-2011 | Bears de Hershey         | LAH   | 66 | 7                | 7                | 14               | 20               | 6                | 0 | 1                    | 1                    | 0                    |                      |                      |
| 2011-2012 | Falcons de Springfield   | LAH   | 73 | 14               | 11               | 25               | 18               | -                | - | -                    | -                    | -                    |                      |                      |
| 2011-2012 | Blue Jackets de Columbus | LNH   | 1  | 0                | 0                | 0                | 0                | -                | - | -                    | -                    | -                    |                      |                      |
| 2012-2013 | Falcons de Springfield   | LAH   | 73 | 9                | 13               | 22               | 26               | 6                | 1 | 2                    | 3                    | 2                    |                      |                      |
| 2013-2014 | Falcons de Springfield   | LAH   | 66 | 12               | 19               | 31               | 34               | 2                | 1 | 1                    | 2                    | 0                    |                      |                      |
| 2014-2015 | Adler Mannheim           | DEL   | 52 | 11               | 18               | 29               | 22               | 15               | 5 | 3                    | 8                    | 18                   |                      |                      |
| 2015-2016 | Adler Mannheim           | DEL   | 48 | 7                | 7                | 14               | 18               | 3                | 0 | 0                    | 0                    | 4                    |                      |                      |
| 2016-2017 | Adler Mannheim           | DEL   | 52 | 5                | 5                | 10               | 43               | 7                | 0 | 1                    | 1                    | 2                    |                      |                      |